# Лёвенвольде, Герхард Иоганн
Герхард Иоганн Лёвенвольде (нем. Gerhard Johann von Löwenwolde; ? — июль 1721) — пленипотенциарий в Лифляндии и Эстляндии (1710).

## Биография
Служил в шведской армии (в 1686 — капитан в Риге, в 1688—1697 — майор в рижском гарнизоне); был другом И. Р. Паткуля. В 1698 — гофмаршал у Фердинанда, регента Курляндии. В 1700 г. имения Левенвольде подверглись «редукции» и были конфискованы, а сам он был приговорен к смерти, вследствие чего он оставил родину и поступил на саксонскую службу (в 1703 — в тайном военном совете).
С 1709 (по другим данным — с 1710) года на русской службе, тайный советник. В 1710 году присутствовал при переговорах о капитуляции Риги, стал пленипотенциарием в Лифляндии и Эстляндии. Осуществлял административную реорганизацию балтийских провинций (по поручению А. Д. Меншикова). Способствовал возвращению лифляндскому дворянству имений, отнятых шведским правительством, и сохранению за этим дворянством его старинных привилегий: двумя «дипломами» 30 сентября 1710 года Пётр I подтвердил лифляндскому дворянству его права и привилегии. Занимался также вопросами восстановления экономики и государственных доходов (в 1711 году — член учреждённой в Риге комиссии для «рассмотрения и исправления государственной и частной экономии»); побуждал лифляндское дворянство к учреждению почтовых станций; по поручению Петра I c 1711 года восстанавливал школы в Ливонии. Его вначале почти безграничное влияние было ограничено в 1712 году особым решением Риги; фактически руководил Рижской губернией до 28.7.1713.
С 1711 года — обер-гофмейстер, с 1713 — в штате двора принцессы Софии-Шарлотты, супруги царевича Алексея Петровича.
По наследству владел Айяжи (конфисковано в 1700 году, возвращено владельцу Петром I).
Похоронен в Дерпте 26 апреля 1723 года.

### Семья
Отец — Кристоф Бернард Лёвенвольде (нем. Christoph Bernhard von Löwenwolde), владелец мызы Малла, шведский капитан.
Мать — Изабелла, урожд. Архарт (Urquhart), дочь Джона Архарта (1618-1656) и Изабеллы Киннемонд (Kinnimond), шведских подданных, происходящих из Шотландии.
Жена (с 1680) — Магдалена Элизабет, дочь Георга Иоганна фон Лёвен и Барбары Доротеи фон Ферзен.
Дети:
- Шарлотта; замужем за Б. Ф. Шлиппенбахом.
- Карл Густав (? — 1735), обер-шталмейстер, полковник Измайловского полка (1732).
- Фридрих Казимир (1692—1769), русский посол в Речи Посполитой, генерал от кавалерии имперской службы.
- Густав Рейнгольд (1693—1758), обер-гофмаршал (1730).